# Chapecó
Chapecó (Pronunciación en portugués: [ʃapeˈkɔ]) es un municipio brasileño ubicado del estado de Santa Catarina, en la región Sur de Brasil, a 557 km de Florianópolis, la capital del estado. Su población total, según el censo de 2022 del Instituto Brasileño de Geografía y Estadística (IBGE), era de 298 692 habitantes, lo que lo convierte en el sexto municipio más poblado de Santa Catalina. Chapecó la cuarta ciudad más grande del interior de Santa Catalina y la más grande fuera de la costa, y también es la cuarta ciudad que genera más movimiento económico en Santa Catalina. Chapecó alberga también la Región Geográfica Intermedia de Chapecó y la Región Geográfica Inmediata de Chapecó.
Siendo un importante centro industrial, financiero y educativo, es un importante exportador de productos alimenticios procesados así como el mayor productor de proteína de cerdo del Brasil. Chapecó tiene la mayor red de influencia dentro del estado, solo detrás de la capital Florianópolis, polarizando una región con alrededor de 1 453 713 habitantes. Es la sede de la Región metropolitana de Chapecó, y ejerce significativa influencia no solo en el oeste de Santa Catalina sino también en el noroeste de Río Grande del Sur y suroeste del Paraná, ya sea desde el punto de vista económico, cultural o político.
Chapecó se hizo conocido mundialmente después del accidente aéreo del vuelo 2933 de LaMia que involucró a la Associação Chapecoense de Futebol, un club de fútbol local. Chapecó lleva los títulos de «capital de la agroindustria», «capital de Occidente» y «capital del turismo de negocios». Chapecó también es un centro universitario que atrae a estudiantes de todo Brasil, siendo la sede de universidades como la Universidade Federal da Fronteira Sul (UFFS) y la Universidade Comunitária da Região de Chapecó (Unochapecó).
El gentilicio correspondiente, tanto en español como en portugués, es chapecoense.

## Toponimia
La raíz etimológica de Chapecó es controvertida. Según Lucas Boiteux, historiador brasileño, Chapecó proviene del cáingang y está compuesto por echa ‘ver, avistar’, apé ‘caminar’ y có ‘rural’, es decir, «pequeño lugar donde se puede ver el camino rural». Otra versión similar es una afirmación que eçá, cuyo significado es ‘ojos, vista’ y pecó, cuyo significado es ‘frecuente’, es decir, «lo que se ve con frecuencia». A su vez, Telêmaco Borba, militar y escritor, fue defensor de la idea de otra raíz etimológica: cha ‘cascada’ y embetcó ‘forma de cazar ratas de noche con antorchas’, o sea, «cascada donde se cazan ratas de noche con antorchas». Sin embargo, investigaciones recientes tienden a atribuir al término un origen tupí-guaraní, con el significado de «mi camino a seguir»; esta sería una referencia al antiguo camino de tropas que atravesaba la región hacia las misiones de Río Grande del Sur.

### Cambio ortográfico
El nombre de la ciudad era Xapecó, pero el 23 de julio de 1947, la constitución de Santa Catalina definió que el nombre del municipio debía escribirse con ch y no con x. El cambio se produjo porque el portugués es una lengua romance, es decir, deriva del latín, y son pocas las palabras que comienzan con x. En cambio, las palabras que provienen de lenguas indígenas en su mayoría se escriben con x; sin embargo, los indígenas nativos no tenían lengua escrita.

## Historia

### Chapecó colonial
Aparte de la ocupación del territorio por pueblos indígenas —principalmente cáingangs y, en menor medida, guaraníes—, desde tiempos inmemoriales se cree que los primeros viajes por la región se remontan a mediados del siglo XVII. Los mamelucos paulistas, dirigiéndose hacia los asentamientos indígenas —construidos bajo la organización de los jesuitas españoles—, cazaban indígenas para convertirlos en esclavos.
Con el Tratado de Madrid de 1750, firmado entre España y Portugal, comisiones mixtas de esos dos países visitaron la zona entre 1775 y 1777, cuando se ubicaba el río Pepirí Guazú (actual frontera argento-brasileña). El río Chapecó y sus nacientes fueron explorados por el español Gondim, geógrafo que formaba parte de la comisión, se topó con el río Jangada —afluente de la margen izquierda del río Iguazú— y entendió que esa era la frontera entre España y Portugal. Esto dio origen a los límites pendientes desde hacía mucho tiempo, resueltos en 1895, a favor del Brasil, con el presidente estadounidense Grover Cleveland como árbitro.
Antes, para garantizar la posesión brasileña, se creó la Colonia militar de Chapecó en la región occidental de Santa Catalina, con sede en Xanxerê, en 1859 mediante decreto imperial, sin embargo, fue en 1882 cuando se estableció la colonia, dirigida por José Bernardino Bormann, futuro mariscal del Ejército brasileño. Poco después del Acuerdo de Límites entre Paraná y Santa Catalina el 20 de octubre de 1916, Chapecó se unió a Santa Catalina. Entre 1943 y 1946, Chapecó, que entonces abarcaba todo el oeste del estado, perteneció al Territorio del Iguazú.

### Chapecó moderno
Chapecó fue elevado a la categoría de municipio, mediante Ley n.º 1147, del 25 de agosto de 1917. El municipio fue instalado el 14 de noviembre del mismo año, sin embargo, la sede municipal fue llevada a lomos de tropas, estableciéndose unas veces en Passo dos Índios (Chapecó), otras en Xanxerê y Passo Bormann. En 1931 se estableció definitivamente, donde actualmente se ubica la ciudad. A partir de esa fecha, la llegada de los gauchos y, sobre todo descendientes de alemanes e italianos, incrementó la población de Chapecó, que entonces tenía una gran extensión territorial y que actualmente se ha reducido a casi 1000 km². Las principales actividades económicas del municipio son la agricultura, la industria, la madera y la ganadería, lo que convierte a Chapecó en uno de los municipios con mayor población, producto interno bruto e índice de desarrollo humano de Santa Catalina. Hasta los últimos días de 1953, Chapecó era un municipio grande, con una superficie superior a los 14 000 km².

#### Linchamiento de Chapecó
En 1950, alrededor de setenta hombres invadieron la cárcel municipal a instancias del entonces jefe de policía Arthur Argeu Lajús y lincharon a cuatro hombres acusados de haber incendiado la principal iglesia de la ciudad, suceso que tuvo repercusión nacional en su momento y conocido como el linchamiento de Chapecó. En 1954, Vicente Morelatto, un maestro de la zona rural del municipio, publicó un poema de cordel sobre el incendio y el linchamiento, y murió en una situación misteriosa poco después.

## Demografía
Las estimaciones de población del Instituto Brasileño de Geografía y Estadística (IBGE) de 2020 informaron que Chapecó tenía una población de 292 022 habitantes.
La región siempre ha sido blanco de disputas, debido a su importancia estratégica como región fronteriza. Durante la guerra del Contestado, los aviones fueron utilizados por primera vez en la historia de América para reconocimiento y apoyo a operaciones bélicas. Colonizados por inmigrantes alemanes e italianos, principalmente de los estados del Paraná, Río Grande del Sur, San Pablo y la costa de Santa Catalina, Chapecó actualmente atrae a varios habitantes gracias a su desarrollo.
Es una de las ciudades con mayor número de edificios de Santa Catalina. Según el Instituto Brasileño de Geografía y Estadística, Chapecó tiene casi el 16 % de su población viviendo en departamentos, superando en porcentaje a ciudades como Blumenau, Itajaí y Joinville. Además, la ciudad supera a su capital en edificios de mayor tamaño y altura. Entre los más grandes, se encuentra en construcción el edificio New York, de cuarenta y cinco pisos, que será el más grande del oeste del estado.

### Religión
Así como la variedad cultural que se encuentra en Chapecó, existen diversas manifestaciones religiosas presentes en la ciudad. Si bien se desarrolló sobre una matriz social eminentemente católica, tanto por la colonización como por la inmigración —y aún hoy la mayoría de los chapecoenses se declaran católicos—, actualmente es posible encontrar en la ciudad decenas de distintas denominaciones protestantes, así como la práctica del judaísmo, espiritismo, entre otros.
La catedral de San Antonio está ubicada en el centro de la ciudad, fue inaugurada el 8 de diciembre de 1956, con dos torres de 40 m de altura.

### Composición étnica
A continuación, una tabla de los grupos étnicos presentes en Chapecó:
| Etnia          | Porcentaje |
| -------------- | ---------- |
| Blanca         | 83,75 %    |
| Parda          | 12,83 %    |
| Negra          | 2,20 %     |
| Indígena       | 0,62 %     |
| Mongólica      | 0,08 %     |
| Sin definición | 0,87 %     |

## Administración y política

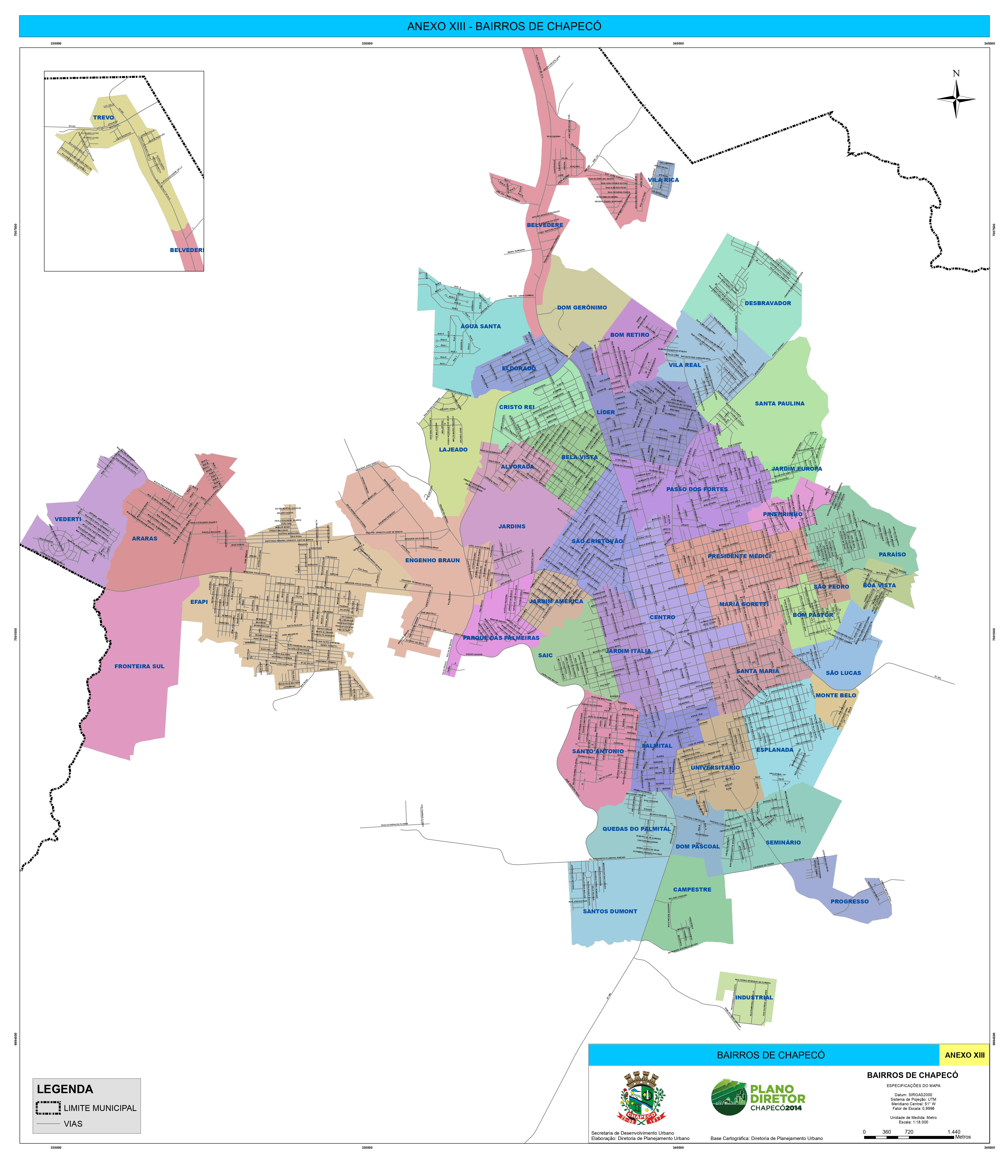
Mapa de los barrios chapecoenses (2021).

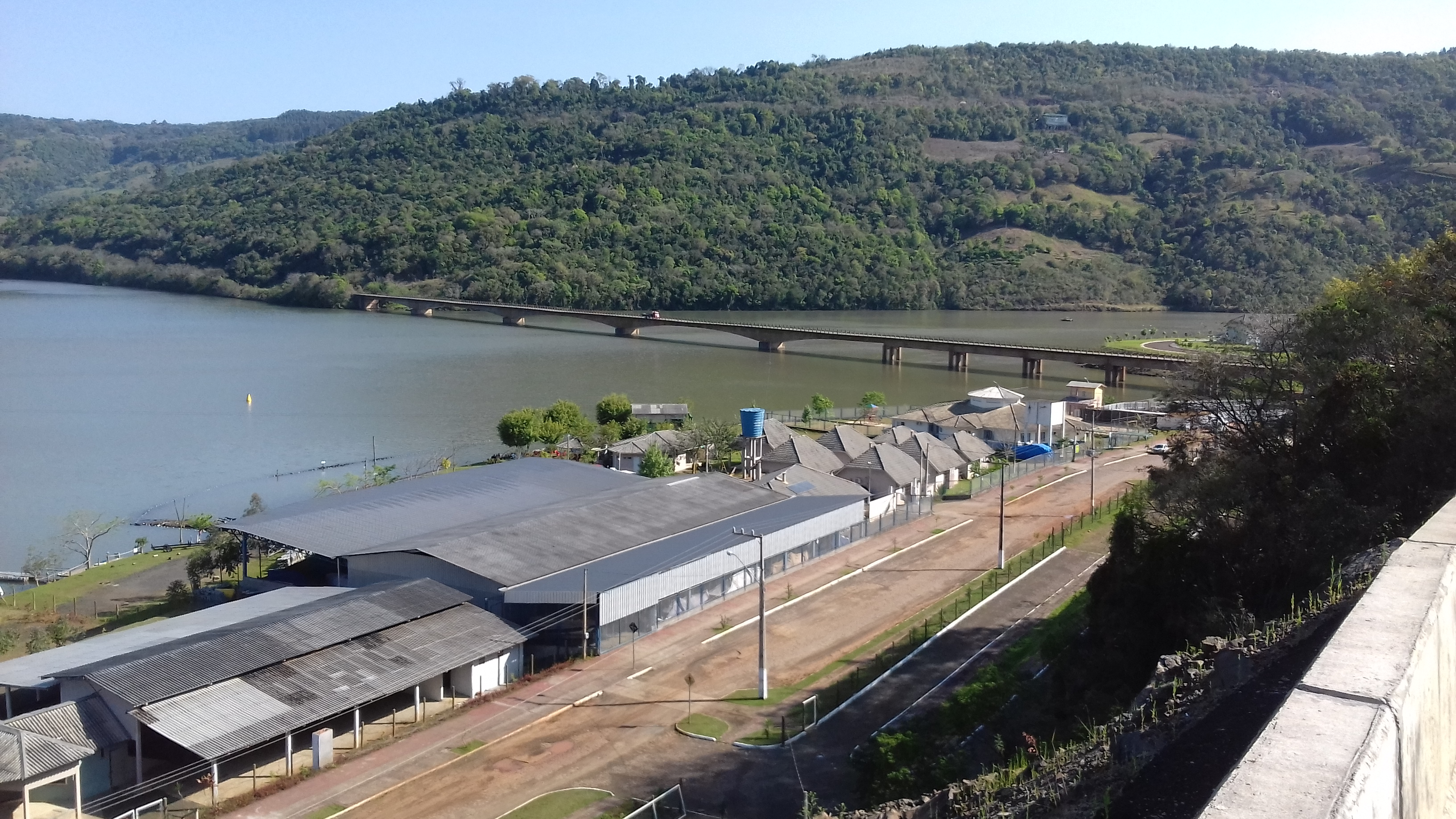
Puente sobre el río Uruguay, en el distrito de Goio-ên.

### Organización territorial
El municipio está compuesto por cinco distritos: Alto da Serra, Chapecó —llamado también Sede—, Figueira, Goio-ên y Marechal Bormann. El distrito de Chapecó está subdividido en cincuenta barrios, mientras que el distrito de Figueira en un barrio, tal como se define en el plan Diretor de 2014. En total, el municipio de Chapecó está conformado por cincuenta y un barrios, a saber:
| - Água Santa - Alvorada - Araras - Bela Vista - Belvedere - Boa Vista - Bom Pastor - Bom Retiro - Campestre - Centro - Cristo Rei - Desbravador - Dom Gerônimo - Dom Pascoal - Efapi - Eldorado - Engenho Braun - Esplanada - Fronteira Sul - Industrial - Jardim América - Jardim Europa - Jardim Itália - Jardins - Jardins do Vale | - Lajeado - Líder - Maria Goretti - Monte Belo - Palmital - Paraíso - Parque das Palmeiras - Passo dos Fortes - Pinheirinho - Presidente Médici - Progresso - Quedas do Palmital - Saic - Santa Paulina - Santo Antônio - Santos Dummond - São Cristóvão - São Lucas - São Pedro - Seminário - Trevo - Universitário - Vederti - Vila Real - Vila Rica |

## Geografía

### Ubicación
Chapecó está ubicado en el sur de Brasil y en el oeste del estado brasileño de Santa Catalina. Se encuentra aproximadamente a 550 km al oeste de la capital del estado, Florianópolis, y a 203 km al este de la ciudad argentina de Bernardo de Irigoyen, en la frontera entre Argentina y Brasil. Forma parte de la Región Geográfica Inmediata de Chapecó y de la Región Geográfica Intermedia de Chapecó.
Según el Instituto Brasileño de Geografía y Estadística (IBGE), el municipio tiene una superficie de 626 060 km², siendo el área urbana de 36,1 km². Por el tamaño de su superficie total, Chapecó es actualmente una de las ciudades más grandes de Santa Catalina tanto en superficie como en población, aunque a principios del siglo XX era aún mayor, abarcando casi toda la región hoy conocida como Oeste catarinense. Los límites de Chapecó crecieron con la paulatina anexión de ciudades vecinas, como Cordilheira Alta, Guatambu, Nova Itaberaba y Xaxim, antiguos distritos de la ciudad de Chapecó.
Chapecó es la sede de la Región Geográfica Intermedia de Chapecó, una de las siete regiones intermedias del estado brasileño de Santa Catalina. Son ciento nueve ciudades, incluidas las que forman parte de la región metropolitana de Chapecó, que en conjunto tienen una población aproximada de 1 264 554 habitantes. Concórdia, Joaçaba, São Miguel do Oeste y Xanxerê son las ciudades más pobladas e importantes de la región. El municipio forma parte de la meseta sur de Brasil.

#### Límites
Está ubicado en el oeste de Santa Catalina, en la inserción de la cuenca hidrográfica del río Uruguay, cuyo curso define el límite con el estado de Río Grande del Sur. Los municipios vecinos son, básicamente, antiguos distritos desmembrados.
Norte: Cordilheira Alta, Coronel Freitas, Xaxim; Oeste: Guatambu, Planalto Alegre, Nova Itaberaba. Este: Arvoredo, Seara, Paial. Sur: Nonoai y Erval Grande (RS)

### Clima
El clima es subtropical húmedo (Cfa según la clasificación climática de Köppen-Geiger), con veranos relativamente calurosos e inviernos frescos. La temperatura media anual es de 19 °C, con temperaturas medias inferiores a los 18 °C en los meses de invierno. Las temperaturas pueden volverse negativas en los días más fríos, lo que facilita la aparición de heladas. Según datos del Instituto Nacional de Meteorología (INMET), referentes al período de julio de 1973 a enero de 2017 y desde febrero de 2019 (a partir del décimo noveno día), la temperatura más baja registrada en Chapecó fue de −4,5 °C el 14 de julio de 2000, seguida de −4,4 °C registrado el 18 de julio de 1975, mientras que la máxima se produjo el 12 de marzo de 2005, con una máxima de 37,7 °C, superando la plusmarca anterior de 37,2 °C el 17 de noviembre de 1985. La plusmarca de precipitación acumulada en veinticuatro horas es con 148,9 mm el 30 de mayo de 1990. El mes de mayor precipitación fue julio de 1983, con 684,8 mm.

## Economía
El municipio de Chapecó tiene 224 013 habitantes y aproximadamente 400 000 habitantes en la Región metropolitana de Chapecó, siendo la ciudad núcleo de esta región del estado, donde existen alrededor de doscientos municipios, que en conjunto suman más de dos millones de habitantes. En esta región del estado se construyeron y aún se encuentran instaladas algunas unidades industriales procesadoras y exportadoras de carne porcina, avícola y derivados. Chapecó es conocida como la capital agroindustrial brasileña, la ciudad es sede de la Cooperativa Aurora Alimentos y tiene una unidad de Brasil Foods S.A., que en su unidad produce uno de sus mayores productos desde 1973 el pavo, campeón en exportaciones y ventas, por lo tanto capital del Perú, obteniendo varias certificaciones ISO, la primera para la marca Sadia, en los años noventa.
Su parque industrial es diverso, destacando los sectores metalmecánico (que se ha ido especializando en la producción de equipos para refrigeradores), plásticos y embalajes, transporte, muebles, bebidas, software y biotecnología. La construcción civil, así como el comercio, también son importantes fuentes de ingresos.
La región tiene grandes perspectivas derivadas de su posición central en el Mercado Común del Sur (Mercosur), el alto potencial y la disponibilidad de energía eléctrica, las condiciones favorables para la producción agrícola, entre otros factores.
En diez años, el producto interno bruto de Chapecó aumentó de 1 727 412 reales en 2001 a 4 505 579 reales en 2011. Su producto interno bruto per cápita se ha más que duplicado. En 2019, el producto interno bruto de Chapecó alcanzó la marca de 9 602 337 reales, lo que la convierte en la sexta economía del estado y la vigésima del sur de Brasil. Hay ocho mil quinientas empresas activas y con sucursales en otras ciudades con sede en Chapecó, hay nueve mil empresas, es decir, más de quinientas sucursales.

## Cultura

### Deportes

#### Fútbol
El fútbol es la gran pasión de los chapecoenses. La Associação Chapecoense de Futebol, conocida entre sus hinchas como Verdão (‘Verdón’), Furacão do Oeste (‘Huracán del Oeste’) y Chape, es el club de fútbol más representativo del estado de Chapecó, y tiene como último título el Campeonato Catarinense de 2020 del Campeonato Brasileño de Serie A. Su sede es el estadio Arena Condá, con capacidad para más de 22 000 personas y ubicada en la zona este de la ciudad. El club había pasado tres años consecutivos en el Campeonato Brasileño de Serie C (2010, 2011 y 2012), antes de comenzar un rápido ascenso a través de la pirámide del fútbol brasileño al llegar a la segunda división en 2013 e ingresar a la primera división en 2014, donde se encuentra actualmente. El club estuvo entre los mejores clubes de Sudamérica, llegando a los cuartos de final de la Copa Sudamericana de 2015 y llegando a la final de la Copa Sudamericana de 2016.

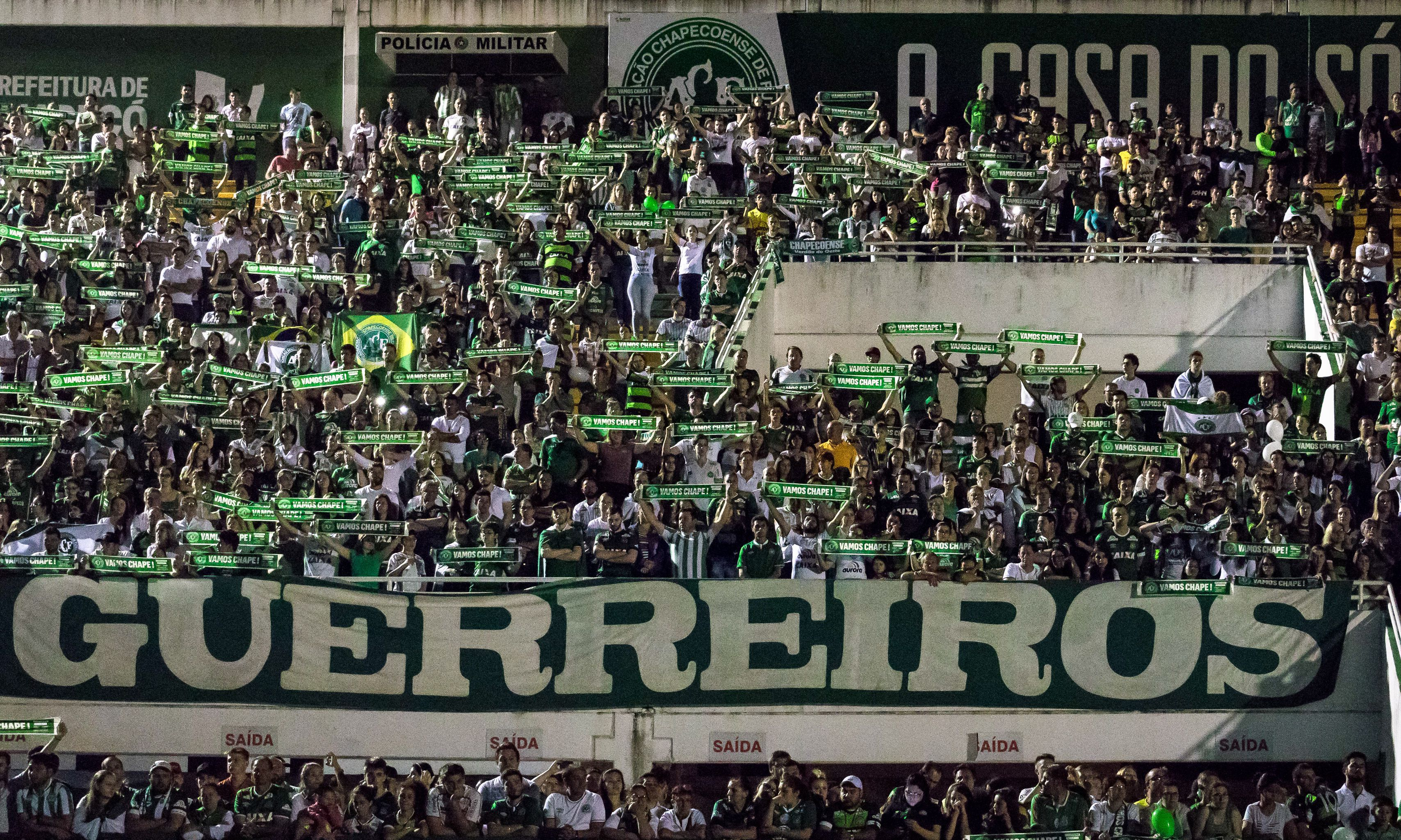
Aficionados de Chapecoense rinden tributo a las víctimas del accidente del vuelo 2933 de LaMia en el Arena Condá.

##### Accidente aéreo
El 29 de noviembre de 2016, los miembros del club y el personal de Chapecoense abordaron el vuelo 2933 de LaMia para jugar el partido de ida de la final de la Copa Sudamericana de 2016 contra Atlético Nacional en Medellín, Colombia. Sin embargo, el avión que les transportaba desde Santa Cruz (Bolivia) hasta Colombia se quedó sin combustible y se estrelló en La Unión (Antioquia) en pocos quilómetros de su destino. Fallecieron setenta y uno de los setenta y siete ocupantes, entre ellos diecinueve futbolistas: el presidente de la institución, el entrenador y casi todo el cuerpo técnico. De los veintidós jugadores convocados, solo supervivieron tres: Jakson Follmann (le amputaron su pierna derecha), Alan Ruschel y Neto. Una ola de conmoción se calmó en el mundo del fútbol en los días y semanas posteriores, rindiendo homenaje al club. El 5 de diciembre de 2016, la Confederación Sudamericana de Fútbol (Conmebol), por una propuesta del equipo colombiano Atlético Nacional, proclamó a Chapecoense como campeón de la Copa Sudamericana de 2016 sin jugar la final con el club colombiano, que había ganado la Copa Libertadores. Al club colombiano se le otorgó, en reconocimiento a su solidaridad, el premio Centenario Conmebol al juego limpio, que fue entregado por única vez.
La concesión implicó también el premio económico, el derecho a jugar la Recopa Sudamericana de 2017 y la plaza para la Copa Libertadores de 2017. Además, varios clubes brasileños y sudamericanos manifestaron su intención de cederles futbolistas en forma gratuita y se propuso que el club no descendiese en los próximos tres años, pero ninguna de las iniciativas se llevó a cabo.
En homenaje permanente a las víctimas del accidente, el Chapecoense modificó su escudo para incluir dos estrellas: una blanca en la parte superior, como campeón de la Copa Sudamericana, y otra dentro de la letra «F» que recuerda a los diecinueve futbolistas fallecidos.

Vista panorámica del Arena Condá.

## Educación
En el área de educación primaria y secundaria, el municipio cuenta con más de ciento ochenta establecimientos y alrededor de dos mil doscientos profesionales. Del total de jóvenes y adultos que estudian en Santa Catalina, el 20 % estudia en Chapecó. Entre las principales instituciones de educación técnica se encuentran el Instituto Federal de Santa Catarina (IFSC), el Servicio Nacional de Aprendizaje Industrial (SENAI) y el Servicio Nacional de Aprendizaje Comercial (SENAC).

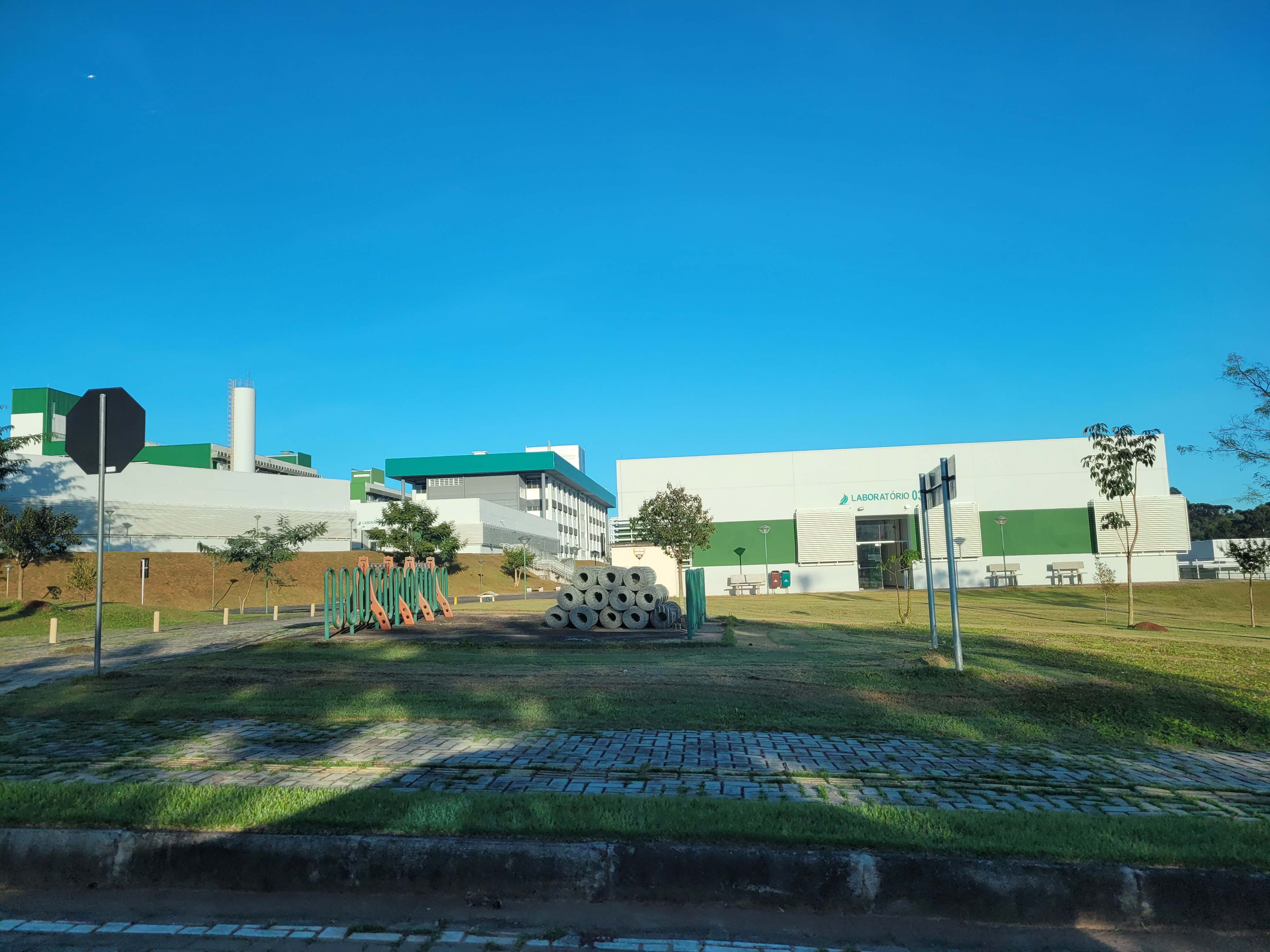
Estacionamiento de bicicletas y laboratorio del campus de Chapecó de la Universidade Federal da Fronteira Sul (UFFS).

### Educación superior
Hay más de 16 000 estudiantes universitarios, distribuidos en más de cincuenta cursos de pregrado y posgrado lato y stricto sensu. Las áreas más buscadas son administración de empresas, agronomía, biología, contabilidad, derecho, diseño de moda, economía, enfermería, farmacia, fisioterapia, informática, ingeniería civil, ingeniería en alimentos, ingeniería química, medicina, periodismo y zootecnia. Entre las principales universidades e instituciones de educación superior ubicadas en el municipio se encuentran la Universidade Federal da Fronteira Sul (UFFS), la Universidade do Estado de Santa Catarina (UDESC), la Universidade Comunitária da Região de Chapecó (Unochapecó), la Unidade Central de Educação Faem Faculdade (UCEFF) y la Universidade do Oeste de Santa Catarina (UNOESC).

### Educación social o técnica

#### Servicio Nacional de Aprendizaje Industrial

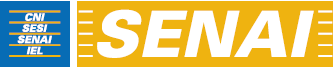
Logotipo del Servicio Nacional de Aprendizaje Industrial (SENAI).

El Servicio Nacional de Aprendizaje Industrial (en portugués, Serviço Nacional de Aprendizagem Industrial; SENAI) es una institución privada brasileña de interés público, sin ánimo de lucro, con personalidad jurídica de derecho privado, ajena a la administración pública, creada mediante decreto n.º 4,048 del 22 de enero de 1942. Fue nombrada por la Organización de las Naciones Unidas (ONU) en 2014 como una de las principales instituciones educativas del hemisferio sur.

Logotipo del Servicio Nacional de Aprendizaje Comercial (SENAC).

#### Servicio Nacional de Aprendizaje Comercial
El Servicio Nacional de Aprendizaje Comercial (en portugués, Serviço Nacional de Aprendizagem Comercial; SENAC) es una institución educativa brasileña creada el 10 de enero de 1946 mediante decreto n.º 8,621. Es una entidad privada de interés público que recibe aportes obligatorios de empresas comerciales y actividades similares. A nivel nacional, es administrado por la Confederación Nacional de Comercio de Bienes, Servicios y Turismo (CNC).
Los primeros cursos ofrecidos fueron en 1947: practicantes de comercio y de oficina, dirigidos a jóvenes entre catorce y dieciocho años. Para los mayores de dieciocho años se ofrecieron los cursos de auxiliar textil, de calzado y de ferretería, archivero, cajero y tesorero.

## Salud
Chapecó tiene un buen sistema de salud. Contiene dos hospitales públicos regionales de referencia (Hospital Regional do Oeste y Hospital da Criança) y uno privado de la Confederación Nacional de Cooperativas Médicas (Unimed), además de dos unidades de pronto atendimento (UPA) y veintiséis puestos de salud y clínicas repartidos por todo el municipio. Se convierte así en un referente de salud en la región.

### Unidade de pronto atendimento
La unidade de pronto atendimento (UPA), a veces referida también como UPA 24h, es un tipo de centro de salud instalado en varias ciudades brasileñas. Son los encargados de concentrar la atención sanitaria de mediana complejidad, formando una red organizada junto con la atención primaria y la atención hospitalaria. Las unidades también tienen como objetivo reducir las colas en las salas de emergencia de los hospitales, evitando que los casos menos complejos sean enviados directamente a las unidades hospitalarias, además de ampliar la capacidad de atención del Sistema Único de Salud (SUS).

## Transporte

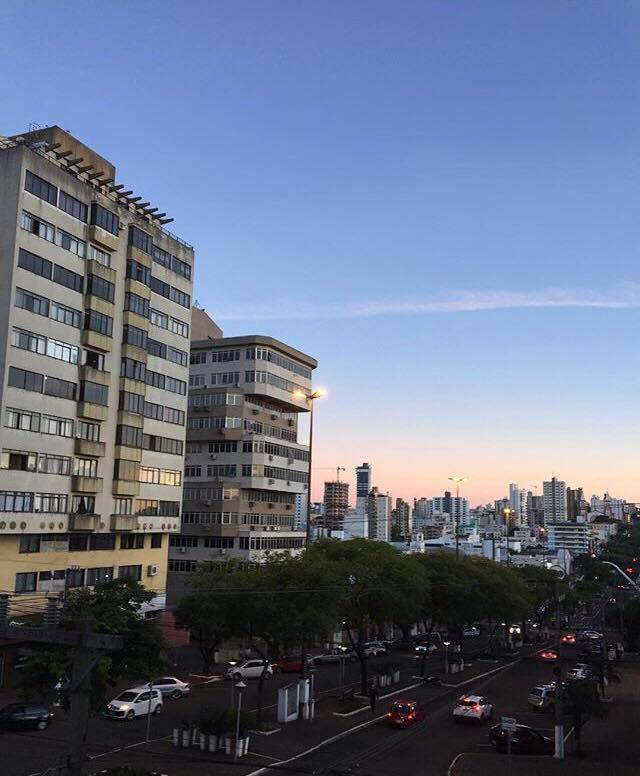
La avenida Getúlio Vargas, en el centro chapecoense.

### Vías
Se puede llegar a Chapecó por las carreteras BR-282, BR-480 y SC-28. Para acceder al centro y a los barrios cercanos, el acceso principal es Plínio Arlindo de Nês, en la zona norte. Entre las principales avenidas se encuentran Getúlio Vargas, principal zona comercial de la ciudad; General Osório, que conecta el centro para acceder a Río Grande del Sur; Atílio Fontana y São Pedro, que conectan el centro y la curva de nivel oeste con la zona oeste y los municipios vecinos.

### Futuros proyectos

#### Circunvalación de Chapecó
La circunvalación de Chapecó rodeará la ciudad en dirección este-oeste, y desviará del centro el tráfico de carga principalmente pesada, que hoy requiere constante mantenimiento y reparación de las vías. Es una carretera de un solo carril. La parte occidental de la circunvalación se completó el 24 de mayo de 2013, salvo el viaducto. El proyecto para la parte oriental está listo, pero la falta de recursos impide realizar las obras. Este tramo contará con 22 km de vía única que conectará la SC-480 (salida a Río Grande del Sur) con la BR-480, además de otro tramo que conectará con la BR-282 (salida a Cordilheira Alta) y tendrá aproximadamente dos intercambiadores, tres viaductos, seis intersecciones, treinta y seis paradas de autobús y diecinueve accesos destinados a conectar comunidades y propiedades rurales.

#### Ferrocarril de Integración
El ferrocarril de Integración (en portugués, ferrovia da Integração), también conocido como ferrovia do Frango, que conectará el municipio de Dionísio Cerqueira con el puerto de Itajaí, pasando por Chapecó, y algunas otras ciudades como Xanxerê, Joaçaba, Rio do Sul y Blumenau. La previsión es que dentro de dos años se defina el trazado y se inicien las obras.

### Aeropuerto

#### Historia
El primer aeropuerto de la ciudad fue construido en 1948, en el barrio de São Cristóvão, llamado Aeropuerto Paulo Marques, con estructura simple, pista de tierra y un solo hangar. Operaba básicamente aviones Douglas DC-3, siendo atendida por Varig, Cruzeiro do Sul y Sadia, que luego se convirtió en Transbrasil. Debido al espacio limitado, sus operaciones fueron limitadas. Para solucionar este problema, se construyó el nuevo y actual aeropuerto, al sur de Chapecó, inaugurado el 18 de marzo de 1978, con mayor capacidad para vuelos regulares.

#### Aeropuerto de Chapecó - Serafim Enoss Bertaso
El Aeropuerto Serafim Enoss Bertaso (IATA: XAP, ICAO: SBCH) es el mayor aeropuerto regional brasileño, está en fase de ampliación y modernización, la ciudad contará con uno de los aeropuertos más grandes e importantes del Sur de Brasil. Asimismo, se encuentra en proceso de internacionalización, recibiendo alrededor de 450 000 pasajeros al año, transportando alrededor de noventa toneladas de mercancías y moviendo alrededor de setecientos cincuenta aviones mensuales. Opera con las siguientes aerolíneas: Azul Linhas Aéreas Brasileiras, Gol Linhas Aéreas y LATAM. Y tiene vuelos diarios y directos a los aeropuertos de Brasilia, Campinas, Congonhas, Curitiba, Florianópolis y Guarulhos.
El aeropuerto está ubicado a 9 km de la zona central de Chapecó, cuenta con procedimientos de operación nocturna y aterrizaje por instrumentos compuestos por radiofaro omnidireccional de muy alta frecuencia (VOR), equipo medidor de distancia (DME), baliza no direccional (DNB), sistema de indicador de trayectoria de aproximación de precisión (PAPI) para procedimientos de aproximación y estación de bomberos. Su pista de aterrizaje tiene una longitud homologada de 2 063 m y una anchura de 45 m. Su terminal de pasajeros está climatizada y mide 2 400 m². Cuenta con hangares para aviación ejecutiva y taxi aéreo. Es también la sede del aeroclub de Chapecó, que tiene una escuela de aviación civil.
En 2019, el municipio abrió un proceso de licitación con miras a otorgar la estructura del aeropuerto al sector privado, sin plazo de finalización.

### Transporte público
El transporte público cuenta actualmente con veinticuatro líneas, proporcionadas por la empresa Auto Viação. Cada mes, el transporte cubre aproximadamente un millón de pasajeros. El 23 de julio de 2018, se lanzó el nuevo aviso de transporte público urbano, que prevé la construcción de nuevas marquesinas y paradas de autobús, dos nuevas terminales de autobuses urbanos en la avenida San Pedro y en el barrio de Efapi, un sistema de venta de billetes electrónicos, una aplicación para la población puede ver simultáneamente la ubicación del autobús y los horarios, etc.

#### Terminal de autobuses
Chapecó cuenta con una estación de autobuses, con líneas para todas las ciudades de Santa Catalina y las principales ciudades brasileñas. Cuenta con servicio las veinticuatro horas y sus principales empresas operadoras son: Ouro e Prata, Planalto, Reunidas y Unesul.

## Ciudades hermanas
La ciudad brasileña está hermanada con tres ciudades sudamericanas:
- Asunción, Paraguay;[46]
- Medellín, Colombia;[46]
- Naranjal, Paraguay.[47]